# Museo Etnológico de Ribadavia

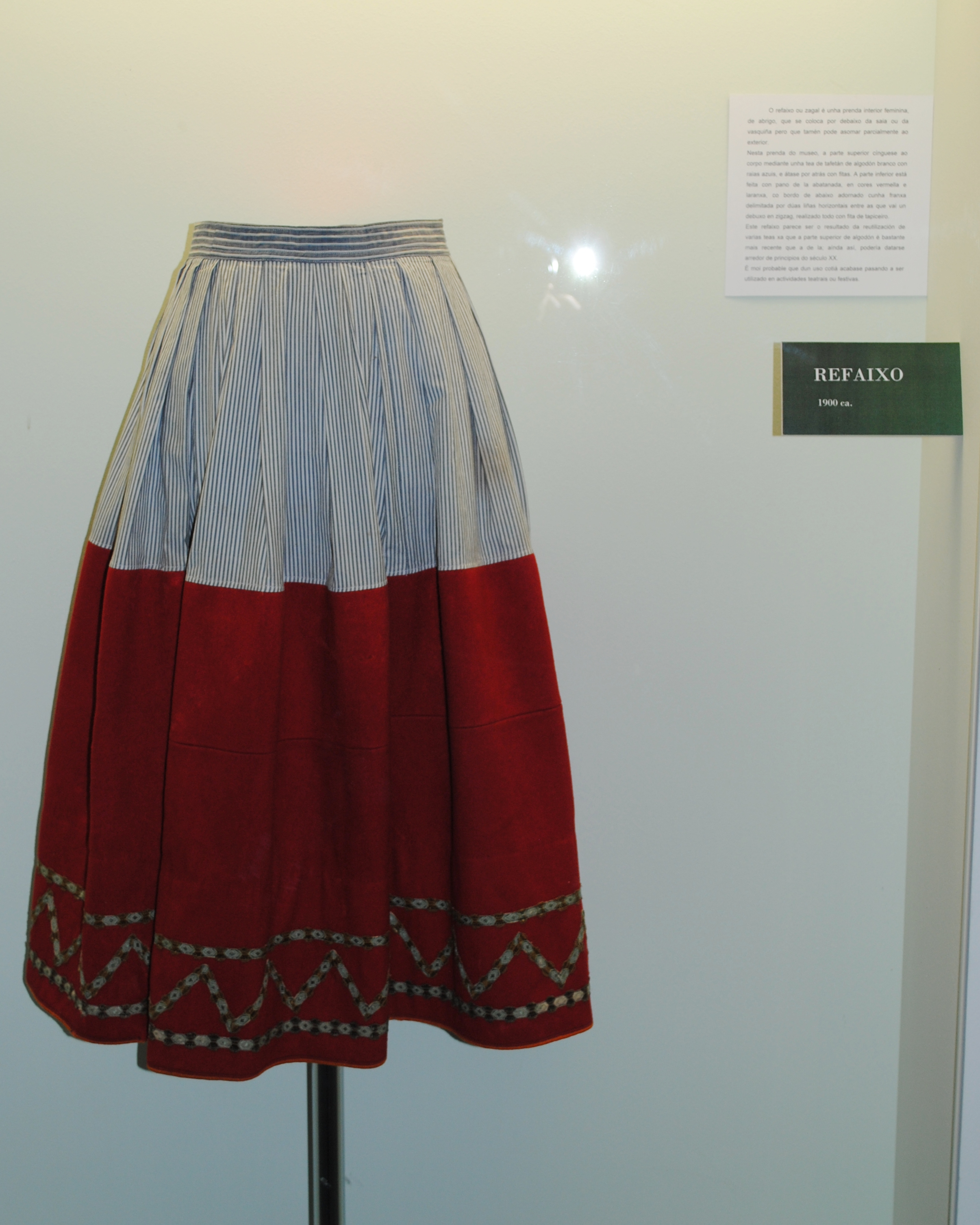
Refajo o zagal, pieza de ropa interior femenina de abrigo, ca. 1900.

El Museo Etnológico de Ribadavia, de titularidad estatal y gestión transferida a la Junta de Galicia, primeramente funcionó como sección del Museo Arqueológico Provincial de Orense. Fue concebido por Manuel Chamoso Lamas.

## Descripción
Situado en el Pazo de Baamonde o Casa de la Fundación Martín Vázquez. Reúne importantes colecciones etnográficas de distintas zonas de la Provincia de Orense, desde finales del siglo XIX hasta nuestros días, como cerámica, útiles de oficios tradicionales, aparatos de labranza, redes de pesca fluvial, entre otros. Destaca también la biblioteca especializada en antropología y etnografía y una abundante documentación sobre tradiciones orales y más de 350.000 imágenes fotográficas y material documental sobre el teatro gallego.